# Letras y ciencias
Letras y ciencias es una expresión con la que se presentan, habitualmente con el fin de oponerlas, las dos ramas principales del conocimiento humano; y que también designa a las dos principales ramas de la formación académica (iniciada en su separación desde el bachillerato, con muy distintas denominaciones):
- las letras, entendidas como las humanidades o ciencias humanas o sociales (conceptos de problemática definición y deslindamiento), especialmente cuando se producen en una Facultad de Filosofía y Letras
- y las ciencias, muy a menudo identificadas con el concepto de ciencias duras (ciencias físico-naturales, ciencias exactas).

La oposición entre ciencias y letras, entendida incluso como diferentes enfoques intelectuales o vitales, ha dado origen al denominado debate de las dos culturas.
No obstante, tanto letras como ciencias comparten estructuras institucionales en el entorno académico y, en buena parte, la pretensión de cumplir unas u otras modalidades del denominado método científico y los requisitos de la publicación científica, de la comunicación científica, etc.
Otra expresión similar, también construida como par opuesto, y de muy extendida utilización en la denominación de instituciones, es la de «artes y ciencias». También habitual es la de «artes y letras», o la triádica de «artes, letras y ciencias».

## Perspectiva histórica
La separación de los estudios de letras y ciencias no sucedió hasta el siglo XIX, puesto que desde los orígenes de la universidad medieval, caracterizada justamente por ofrecer estudios universales, la especialización en los distintos campos científicos no era precisamente el objetivo. No obstante, sí que observaban una cierta similitud con el concepto actual de letras y ciencias la secuencia de aprendizaje en el origen de los estudios medievales: los carolingios trivium (gramática, retórica y dialéctica) y quadrivium (aritmética, astronomía, geometría y música).
Desde el Renacimiento (siglo XV) se establece una oposición entre las letras divinas: la teología; y las letras humanas: todo el conocimiento humano, al que aspiran los humanistas, y que precisamente no tenía en las universidades (anquilosadas en el escolasticismo y en la reproducción de las élites sociales de los colegios mayores) el lugar principal para su desarrollo, sino en academias y otras instituciones. Otra oposición, en este caso vital, es la que se establecía a las armas y a las letras, tópico literario recurrente (capítulo  XXXVIII de El Quijote Que trata del curioso discurso que hizo don Quijote de las armas y las letras, la pluma es más poderosa que la espada, la figura del soldado-poeta, etc.)
Tras las reformas universitarias de 1847 en España, la Facultad de Filosofía se estableció como una facultad genérica para el estudio de las disciplinas que no entraban en las tradicionales de derecho o medicina. En aquellas facultades se establecieron cuatro secciones: literatura, filosofía, ciencias naturales y ciencias físico matemáticas.
Con el tiempo, la separación de las facultades dedicadas a las ciencias físico-naturales dejó en la denominada Facultad de Filosofía y Letras las disciplinas que no entraban en ese ámbito.
En las últimas décadas ha comenzado a revertirse esta separación tajante entre letras y ciencias. El abordaje de determinados problemas complejos (por ejemplo, la memoria, la conciencia o la percepción) requieren necesariamente una aproximación transdisciplinar que combine conocimientos de muy diferentes ámbitos (por ejemplo, neurociencia, literatura, matemáticas, psicología, estadística, etc.). En las últimas décadas han surgido diversas instituciones que abogan por la integración de diferentes ámbito del conocimiento, en especial por las letras y las ciencias. En 1985 se crea en Estados Unidos la Society for Literatura, Science, and the Arts y en Reino Unido existe The British Society for Literature and Science. En el ámbito hispano hablante, el programa Mestizajes, fundado en 2010, tiene también como objetivo generar espacios que permitan explorar las fronteras entre «letras y ciencias».